# USS Fuller (DD-297)
Za druga plovila z istim imenom glejte USS Fuller.
USS Fuller (DD-297) je bil rušilec razreda Clemson v sestavi Vojne mornarice Združenih držav Amerike.
Rušilec je bil poimenovan po marinskem častniku Edwardu Canfieldu Fullerju.

## Zgodovina
Rušilec je bil del eskadre rušilcev, ki je bila vpletena v nesrečo pri Honda Pointu (največjo mirnodobno izgubo Vojne mornarice ZDA), ko je nasedlo sedem rušilcev.